# Czaszówka wysokogórska
Czaszówka wysokogórska (Deconica velifera (J. Favre) Noordel.) – gatunek grzybów należący do rodziny pierścieniakowatych (Strophariaceae).

## Systematyka i nazewnictwo
Pozycja w klasyfikacji według Index Fungorum: Deconica, Strophariaceae, Agaricales, Agaricomycetidae, Agaricomycetes, Agaricomycotina, Basidiomycota, Fungi.
Po raz pierwszy opisał go w 1955 r. Jules Favre, nadając mu nazwę Geophila velifera. W 2009 r. Machiel Evert Noordeloos przeniósł go do rodzaju Deconica. Synonimy:
- Geophila velifera J. Favre 1955
- Psilocybe velifera (J. Favre) Singer 1986

W 2003 r. Władysław Wojewoda zaproponował polską nazwę łysiczka wysokogórska dla nazwy naukowej Psilocybe velifera. Jest niespójna z aktualną nazwą naukową. W 2025 r. Komisja ds. Polskiego Nazewnictwa Grzybów w 2025 r. zarekomendowała czaszówka wysokogórska.

## Występowanie i siedlisko
Podano nieliczne stanowiska w Europie. W Polsce do 2025 r. jedyne stanowisko podał Andrzej Nespiak w 1962 r. w Tatrzańskim Parku Narodowym na wysokości około 1700 m.